# Convite para Ouvir Maysa nº 3
Convite para Ouvir Maysa nº 3 é o quarto álbum de estúdio gravado pela cantora brasileira Maysa, lançado em 1958. A capa do álbum exibia uma fotografia que Indalécio Wanderley havia feito para a revista O Cruzeiro, na qual via-se um close nos olhos de Maysa. Pela primeira vez Maysa compusera canções em parceria. O parceiro era seu então namorado, o maestro Enrico Simonetti, responsável pelos arranjos do álbum.
Empolgada com o sucesso do disco anterior, o Convite para Ouvir Maysa nº 2, a gravadora RGE decidiu lançar o
Convite para Ouvir Maysa nº 3 no segundo semestre de 1958. O problema era que Maysa estava exausta depois de uma turnê em Buenos Aires e cheia de outros compromissos. Em algumas faixas a qualidade da gravação e a voz da Maysa deixavam à desejar. A crítica foi dura quanto ao LP, dizendo que ele não teve planejamento e foi totalmente improvisado.
No mesmo ano, a música “Eu Não Existo Sem Você” também fora lançada em um disco 78 rpm, acompanhada de “No Meio da Noite”, canção do álbum anterior. Um outro 78rpm trazia “Suas Mãos” e “Mundo Vazio”.

## Faixas
| N.º | Título                   | Música                          | Duração |  |
| 1.  | "Mundo Vazio"            | Antônio Bruno / Amaury Medeiros | 3:02    |  |
| 2.  | "Saudades de Mim"        | Maysa                           | 2:48    |  |
| 3.  | "Candidata a Triste"     | Paulo Tito / Ricardo Galeno     | 2:52    |  |
| 4.  | "É Preciso Dizer Adeus"  | Tom Jobim / Vinicius de Moraes  | 3:00    |  |
| 5.  | "Eu Não Existo Sem Você" | Tom Jobim / Vinicius de Moraes  | 3:13    |  |
| 6.  | "Pedaços de Saudade"     | Édison Borges                   | 2:42    |  |
| 7.  | "Fala Baixo"             | Maysa / Enrico Simonetti        | 3:50    |  |
| 8.  | "Suas Mãos"              | Antônio Maria / Pernambuco      | 3:19    |  |
| 9.  | "As Praias Desertas"     | Tom Jobim                       | 3:14    |  |
| 10. | "Maria Que É Triste"     | Maysa / Enrico Simonetti        | 3:01    |  |
| 11. | "Bom É Querer Bem"       | Fernando Lobo                   | 2:40    |  |
| 12. | "Conselho"               | Oswaldo Guilherme / Denis Brean | 2:13    |  |